# Ulrichsberg (Górna Austria)
Ulrichsberg – gmina targowa w Austrii, w kraju związkowym Górna Austria, w powiecie Rohrbach. Liczy 2850 mieszkańców (1 stycznia 2015).